# Ortobirotonda pentagonale
In geometria solida, l'ortobirotonda pentagonale è un poliedro con 32 facce che può essere costruito, come intuibile dal suo nome, unendo due rotonde pentagonali per la loro base decagonale.

## Caratteristiche
Un'ortobirotonda pentagonale avente come facce solo poligoni regolari è uno dei 92 solidi di Johnson, in particolare quello indicato come J34, ossia un poliedro strettamente convesso avente come facce dei poligoni regolari ma comunque non appartenente alla famiglia dei poliedri uniformi.
Per quanto riguarda i 30 vertici di questo poliedro, su ognuno di essi incidono due facce pentagonali e due triangolari.

## Formule
Considerando un'ortobirotonda pentagonale avente come facce dei poligoni regolari aventi lato di lunghezza {\displaystyle a}, le formule per il calcolo del volume {\displaystyle V} e della superficie {\displaystyle A} risultano essere:
{\displaystyle A=\left(5{\sqrt {3}}+3{\sqrt {25+10{\sqrt {5}}}}\right)a^{2}\approx 29,3059828\ldots a^{2};}
{\displaystyle V={\frac {a^{3}}{6}}\left(45+17{\sqrt {5}}\right)\approx 13,8355259\ldots a^{3}.}

## Poliedri correlati
L'ortobirotonda pentagonale è correlata a uno dei solidi archimedei, l'icosidodecaedro, che può essere anche chiamato "girobirotonda pentagonale", dato che esso può essere anch'esso costruito unendo per le loro base due rotonde pentagonali, ma ruotando una delle due di 36° rispetto all'altra.

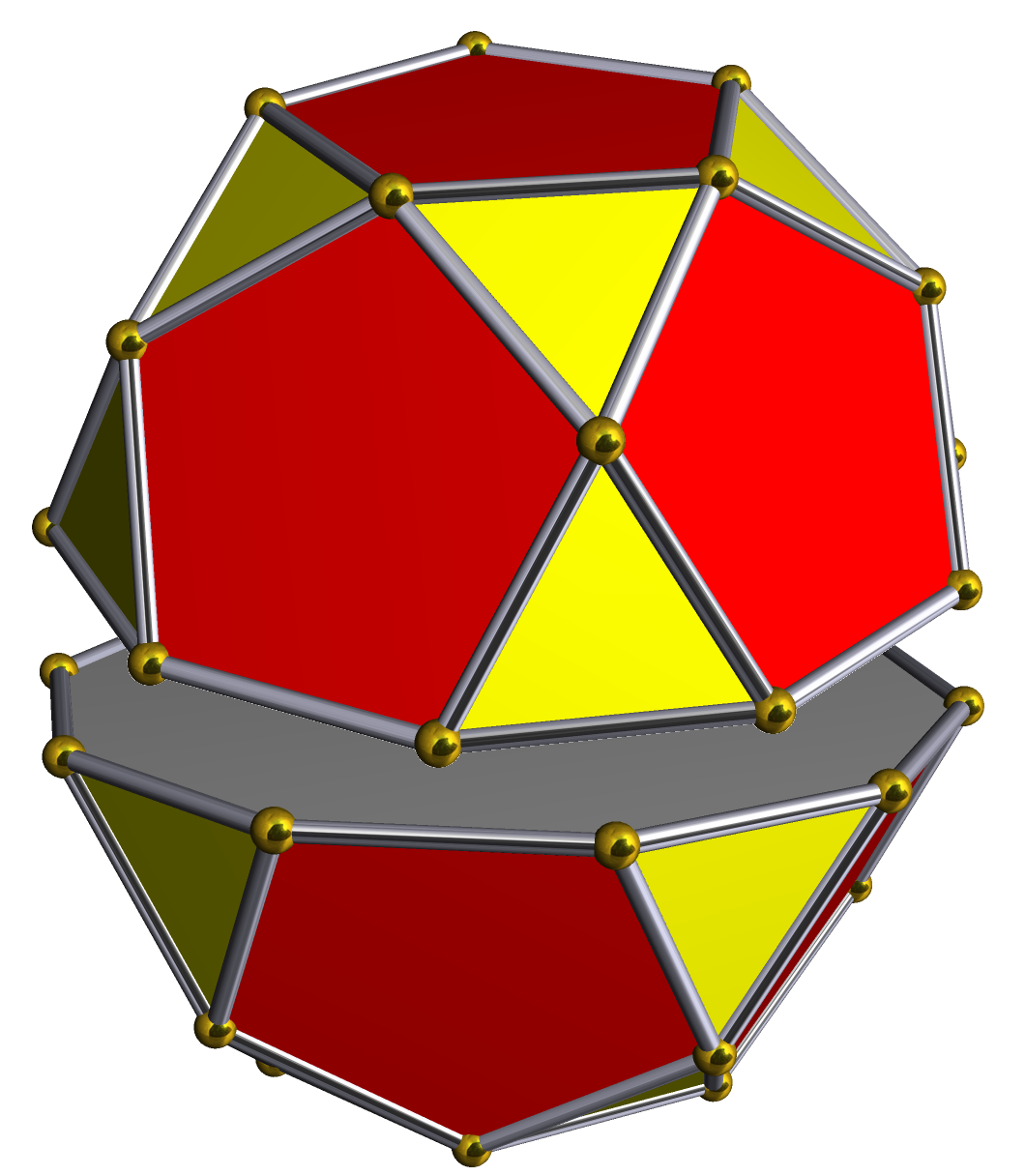
Il sezionamento di un icosidodecaedro mostra come esso sia formato da dua rotonde pentagonali.